# Edwin Coppoc
Pour les articles homonymes, voir Coppoc.
Edwin Coppoc est un abolitionniste américain né le 30 juin 1835 à Salem, dans l'Ohio, et exécuté le 16 décembre 1859 à Charles Town, alors en Virginie. Mobilisé contre l'esclavage aux côtés de John Brown, il participe à son raid contre Harpers Ferry, au cours duquel il est capturé dans le bâtiment depuis lors connu comme le « fort de John Brown ».